# カラヴァーテ
カラヴァーテ（伊: Caravate）は、イタリア共和国ロンバルディア州ヴァレーゼ県にある、人口約2,600人の基礎自治体（コムーネ）。

## 地理

### 位置・広がり

#### 隣接コムーネ
隣接するコムーネは以下の通り。
- ベゾッツォ
- チッティーリオ
- ジェモーニオ
- ラヴェーノ＝モンベッロ
- レッジューノ
- サンジャーノ

### 地震分類
イタリアの地震リスク階級 (it) では、4 に分類される
。

## 行政

### 分離集落
カラヴァーテには、以下の分離集落（フラツィオーネ）がある。
- Grevezzano, Cadè, Canton Chiedo, Canton d'Oro, Cà Stecco, Castello, Fornace Farsani, Fornazze, Monte San Giano, Pozzei, San Clemente, Santa Maria del Sasso, Stallazzo, Virolo